# Field of Honor (2016)
L'édition 2016 de Field of Honor est une manifestation de catch en pay-per-view (PPV), produite par la fédération américaine Ring of Honor (ROH), disponible en ligne et sur le site de partages vidéo Ustream. Le PPV s'est déroulé le 27 août 2016 au MCU Park à Brooklyn, dans l'état de New York. Il s'agit de la 3e édition de Field of Honor de l'histoire de la ROH.

## Contexte
Les spectacles de la Ring of Honor en paiement à la séance se composent de matchs aux résultats prédéterminés par les scénaristes de la ROH. Ces rencontres sont justifiées par des storylines - une rivalité avec un catcheur, la plupart du temps - ou par des qualifications survenues au cours de shows précédant l'évènement. Tous les catcheurs possèdent un gimmick, c'est-à-dire qu'ils incarnent un personnage face (gentil) ou heel (méchant), qui évolue au fil des rencontres. Un pay-per-view comme Field of Honor est donc un événement tournant pour les différentes storylines en cours.

### Adam Cole contre Jay Lethal contre Hiroshi Tanahashi contre Tetsuya Naito
Lors de Death Before Dishonor XIV, Adam Cole remporte le championnat du monde de la ROH en battant Jay Lethal au cours du main-event. Il remet son titre en jeu en affrontant à nouveau Jay Lethal dans un match revanche, ainsi que contre Hiroshi Tanahashi et Tetsuya Naito.

## Matchs
| #                                                                | Matchs, | Stipulation                                                | Durée |
| ---------------------------------------------------------------- | --- | ---------------------------------------------------------- | ----- |
| Dark                                                             | Leon St. Giovanni et Shaheem Ali battent Joey Daddiego et Ken Phoenix | Match par équipe                                           |       |
| Dark                                                             | Taeler Hendrix bat Deonna Purrazzo | Match simple                                               | 6:09  |
| 1                                                                | Kushida bat Dalton Castle (avec The Boys) | Match simple                                               | 11:20 |
| 2                                                                | Bobby Fish (c) bat Evil | Match simple pour le ROH World Television Championship     | 11:56 |
| 3                                                                | Michael Elgin (c) bat Donovan Dijak (avec Prince Nana (en)) | Match simple pour le IWGP Intercontinental Championship    | 15:16 |
| 4                                                                | The Addiction (Christopher Daniels & Frankie Kazarian) (c) battent The Briscoe Brothers (Jay Briscoe & Mark Briscoe), War Machine (Hanson & Raymond Rowe), The All Night Express (en) (Rhett Titus & Kenny King), Chaos (Gedo et Toru Yano), Cheeseburger (en) & Will Ferrara (en), Pretty Boy Killers (Shane Taylor & Keith Lee) et Leon St. Giovanni & Shaheem Ali | Gauntlet Tag Team match                                    |       |
| 5                                                                | Bullet Club (Hangman Page, Yujiro Takahashi et The Young Bucks (Nick Jackson & Matt Jackson)) battent ACH, Lio Rush et Motor City Machine Guns (Alex Shelley & Chris Sabin) | Eight Man Tag Team match                                   | 14:13 |
| 6                                                                | Kyle O'Reilly bat Katsuyori Shibata | Match simple                                               | 13:30 |
| 7                                                                | Adam Cole (c) bat Jay Lethal, Tetsuya Naito et Hiroshi Tanahashi | Four Corners Survival match pour le ROH World Championship | 17:21 |
| (c) désigne le(s) champion(s) défendant son titre dans le match. | |                                                            |       |